# Моав
Моа́в, или Моа́б (др.-евр. מוֹאָב‬, греч. Μωάβ) — историческая область в западной Иордании, населённая моавитянами, — родственным израильтянам семитским племенем (согласно Ветхому Завету, происходило от племянника Авраама, Лота и старшей дочери последнего). Подобно народу Израилеву, моавитяне не были автохтонами: они поселились в этой стране, изгнав из неё эмимов.
Представляет собой засушливое плоскогорье, примыкающее к восточному берегу Мертвого моря и южному течению реки Иордан (Чис. 35:1).

## Название
В славянской Библии — Моав; евр. Моав (מואב); в надписи Меши — «𐤌𐤀𐤁», по-ассирийски — Мааб, Мааба, Муаба. Только раз встречается выражение «בני מואב» (2Цар. 20:1), и единичный представитель этого народа в форме относительного прилагательного «מואבי» («моави»). Страна называлась:
- «ארץ מואב» («Эрец Моав») или просто «מואב» («моав», например Иер. 48:4),
- в греческий период — Moabitis;
- начиная с арабского периода (VII век) это название не встречается[3].

## Территория

Границы страны Mоава составляли на западе — Мёртвое море, на востоке — Сирийская пустыня, на юге — Wadi (ручей) el-Chasâ (или el-Ahsâ), может быть, этот ручей и есть «ручей Верб» (נחל הערבים; Ис. 15:7), который в своем верхнем течении близ пустыни назывался Зеред (Втор. 2:13). На севере и северо-востоке граница часто изменялась: Яазер (יעזר), по-видимому, был самый северный моабитский город (Ис. 16:8 и сл.; Иер. 48:32), но до вавилонского пленения именно эта область от реки Яббока (ныне Эз-Зарка) до реки Арнон к югу, как и отроги к Иордану и его восточный берег, являлись яблоком раздора между израильтянами и моавитянами.
Страна моавитян гориста, с плодородными плоскогорьями, 900—1200 метров над уровнем Мёртвого моря; на севере, у устья Иордана, им иногда принадлежала равнина «Арбот Моав». Благодаря множеству временных ручьев и постоянных рек страна орошена гораздо лучше Иудеи, а потому и флора её гораздо богаче; здесь уже нередки пальмы. Климат непостоянен и неравномерен в горах и долинах.

## Экономика
Моав пересекали два пути, по которым шли караваны и велась международная торговля: западная — так называемая «царская дорога» и восточная (более удобная), пересекавшая пустыню. Моав быстро развивался экономически и культурно.

## Правители
| Имя         | Дата                   | Примечания                           | Источники              |
| ----------- | ---------------------- | ------------------------------------ | ---------------------- |
| Валак       | XIV век до н. э.       | Сын Сепфора                          | библейские             |
| Еглон       | ок. 1361—1344 до н. э. | согласно Талмуду — внук Валака       | библейские             |
| Кемош[ятти] | ок. 880—850 до н. э.   | Отец Меши                            | моавитские             |
| Меша        | ок. 850—810 до н. э.   |                                      | библейские, моавитские |
| Салману     | VIII век до н. э.      | Современник Тиглатпаласара III       | ассирийские            |
| Кемош-надаб | VIII век до н. э.      | Современник Саргона II и Синаххериба | ассирийские            |
| Мусури      | VII век до н. э.       | Современник Асархаддона              | ассирийские            |
| Камасхалта  | VII век до н. э.       | Современник Ашурбанипала             | ассирийские            |

## Библейская история
Согласно ветхозаветной истории, моавитяне являются потомками Лота.
Жительница Моава Руфь является героиней одной из книг Библии и прабабушкой царя Давида (X век до н. э.).
Столицей Моава был город Кериоф (Амос. 2:2). В числе твердынь назван также Кир-Харешет (4 Цар. 3:25; Ис. 16:7), Ар-Моав и Кир-Моав (Ис. 15:1). Существуют версии, что разные названия говорят об одном городе Эль-Карак. В периоды, когда границы Моавитского царства отодвигались на север, центр переходил в город Дивон.
Некоторое время Моав был в вассальной зависимости от Израиля, но после смерти Ахава приобрёл независимость (4Цар. 3:4).